# Гуразада Аппарао
Гуразада Аппарао (*గురజాడ అప్పారావు, 21 вересня 1862 —30 листопада 1915) — індійський поет, драматург, письменник, що складав твори мовою телугу, соціальний активіст.

## Життєпис
Походив з брахманської родини. Його батько Венката Рама Дасу перебував на службі у магараджи Віджаянагараму. Початкову освіту здобув у школі м. Чіпурупаллі. У 1872–1878 роках здобув середню освіту, а у 1882 році закінчив коледж у Віджаянагарі, куди у 1885 році його було прийнято як викладача. У 1887 році приєднався до Індійського національного конгресу. У 1888 році став членом корпусу добровільної служби в Вішакхапатнамі. У 1889 році обирається віце-президентом дискусійного клубу Ананда Гаджапаті (названо на честь магараджі). В цей час починає свою літературну діяльність.
У 1896 році починає видавати журнал «Пракасика». Водночас стає наближеним до магараджі Ананди Гаджапаті, який помер у 1897 році. Аппарао призначають секретарем та радником махарані Ріви. Водночас займався справою спадщини померлого магараджи, яка тривала до 1913 року. В цей час у 1906 році брав участь у сесії Індійського національного конгресу, яка проходила у Мадрасі. Тут відстоював права жінок, рівність усіх каст. У 1907 році бере участь у спільному бенкеті у м. Берхампур, де зібралися представники різних каст. У 191 році стає членом Дослідницької ради Мадраського університету. У 1913 році після смерті махарані Ріви він пішов у відставку, повернувшись до рідного села. Тут він й помер у 1915 році.

## Творчість
Аппарао разом зі своїми прихильниками затвердив живу мову телугу як літературну. Усі свої твори — в прозі і віршах — він писав на розмовній, а не «книжковій» мові, на якій створювалася попередня література телугу. Творчість Аппарао сприяла становленню норм нової літературної мови («вьявахаріка»), що витіснила класичну мову («грантхіку»).
Аппарао першим в літературі телугу звернувся до жанру оповідання.
Його п'єса «Продаж нареченої» 1885 року стала значною подією в літературному житті Андхри. Вона заснована на сюжеті, вельми популярному і в інших літературах Індії, — дівчинку видають за старця в гонитві за великим викупом. «Продаж нареченої» громіздка за формою (вісім актів, безліч сцен). Проте її значення для драматургії телугу важко переоцінити. У ній клеймуються соціальна відсталість, дурість, святенництво, жадібність, жорстокість, найчастіше персоніфіковані в представниках станових верхів — жрецтва, чиновництва.
П'єси «Кондубхаттійяму», «Більханійяму» і оповідання «Як ваше ім'я?» («Мі перьєміті?»), «Метільда», «Виправлення» («Діддубату»), «Велика мечеть» («Педді масіду»), «Серце реформатора» («Самскарта хрудаям») спрямовані проти релігійних забобонів, фанатизму і кастових перепон.
Соціальні симпатії Аппарао ясно виявлялися і в його поезії. Він використовував народно-пісенні ритми, метричні можливості розмовної мови. Ці можливості з усією повнотою проявилися в «Пурнамме», що стала народною піснею вірші, де проникливо йдеться про погорду дівчину, яка віддала перевагу смерті шлюбу з нелюбом. Поетична збірка «Перлове намисто» закріпила за Аппарао славу родоначальника сучасної поетичної традиції Андхри. Його вірш «Любов до батьківщини» (1910 рік) став національним гімном Андхри, в ньому звучить заклик до єднання всіх індійців.
Був засновником напрямків сучасної поезії телугу лірико-романтичного («бхавакавітвам») і соціального («абх'юдаям»). Він створив нові віршовані розміри — «мутьяла саралу» («нитки перлів»).
Аппарао є автором літературно-критичних статей, що увійшли до збірки «Вьясачандріка», яку видано у 1953 році.